# House of Versace – Ein Leben für die Mode
House of Versace – Ein Leben für die Mode ist eine Familienbiografie der Versace-Familie, deren Leben und Arbeitswelt. Der Film erschien am 27. August 2014 in Deutschland und ist seit dem 27. Januar 2015 auf DVD erhältlich. Erst erschienen ist der Film am 5. Oktober 2013.

## Handlung
Der Film handelt von dem italienischen Modedesigner und Firmengründer Gianni Versace, dessen Karriere überragend ist. Als Gianni Versace im Alter von 50 Jahren vor seiner Villa „Casa Casuarina“ in Miami erschossen wird, müssen seine beiden Geschwister Donatella und Santo die Leitung des Unternehmens in die Hand nehmen. Donatella konsumiert seither Drogen und steht kurz vor dem Bankrott. Mit der Hilfe ihrer Angehörigen lässt sie sich in ein Rehabilitationszentrum einliefern und kommt sauber und gesund wieder. Sie führt das Unternehmen zu einem der einflussreichsten Modemarken der Welt.

## Rezeption und Reaktion
Filmstarts.de vergab drei von fünf möglichen Bewertungseinheiten für den Film. Kritiker Jon Caramanica der New York Times äußerte sich negativ gegenüber dem Film und vermerkte, dass „jedes Video einer originalen Versace-Show den Charm besser repräsentiert als dieser Film es tut […]“ („brief videos that captured the runway scene feel like more truthful and complete representations of Versace’s charms than does this film […]“) Laura Fries von Variety.com bezeichnete den Film als „einen typisch melodramatischen TV-Spielfilm“.
Donatella Versace selbst äußerte sich kritisch zur Verfilmung. „Versace hat den TV-Film über Frau Versace weder autorisiert noch war das Unternehmen irgendwie darin verwickelt“ ließ Versace in der britischen Vogue verlauten. Ein Sprecher von Versace fuhr fort: „Da Versace auch das Buch, auf dem der Film basiert, nicht genehmigt hat, sollte der Film als reine Fiktion angesehen werden.“